# 魯德豪斯鎮區 (伊利諾伊州格林縣)
魯德豪斯鎮區（英語：Roodhouse Township）是位於美國伊利諾伊州格林縣的一個行政鎮區。

## 地方資料
根據2010年美國人口普查的數據，魯德豪斯鎮區的面積為102.80平方千米，當中陸地面積為102.70平方千米，而水域面積為0.10平方千米。當地共有人口2087人，而人口密度為每平方千米20.3人。